# السلطانیه
السلطانیه (به عربی: السلطانيه) یک منطقهٔ مسکونی در لبنان است که در شهرستان بنت جبیل واقع شده‌است.
 السلطانیه   ۶۰۰ متر بالاتر از سطح دریا واقع شده‌است.